# InCa3D
 (août 2010).
Si vous disposez d'ouvrages ou d'articles de référence ou si vous connaissez des sites web de qualité traitant du thème abordé ici, merci de compléter l'article en donnant les références utiles à sa vérifiabilité et en les liant à la section « Notes et références ».
InCa3D est un logiciel de simulation destiné à la modélisation et l’analyse des connexions électriques complexes pour:
- les études de compatibilité électromagnétique[1],[2],[3] et
- les applications d’électronique de puissance[4]

L'outil est basé sur la méthode intégrale PEEC (Partial Element Equivalent Circuit), bien adaptée pour résoudre les équations de Maxwell en basse et moyenne fréquence car capable de transformer la géométrie des interconnexions dans un circuit équivalent RLC sans nécessiter le compliqué maillage de l’air autour du dispositif.
InCa3D est développé en France (en collaboration avec le G2ELab, fusion du Laboratoire d'Electrotechnique de Grenoble, du Laboratoire d'Electrostatique et Matériaux Diélectriques et du Laboratoire de Magnétisme du Navire) et distribué par la société CEDRAT S.A.

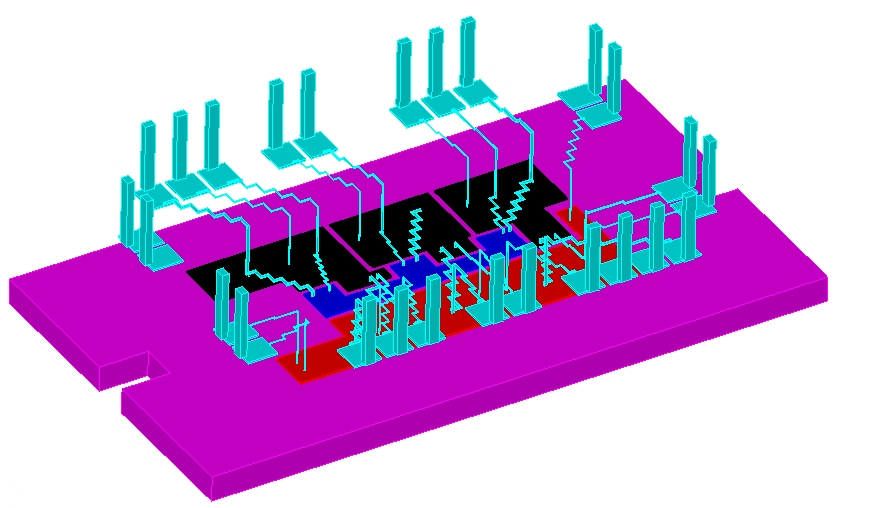
Modélisation d'un module de puissance dans InCa3D

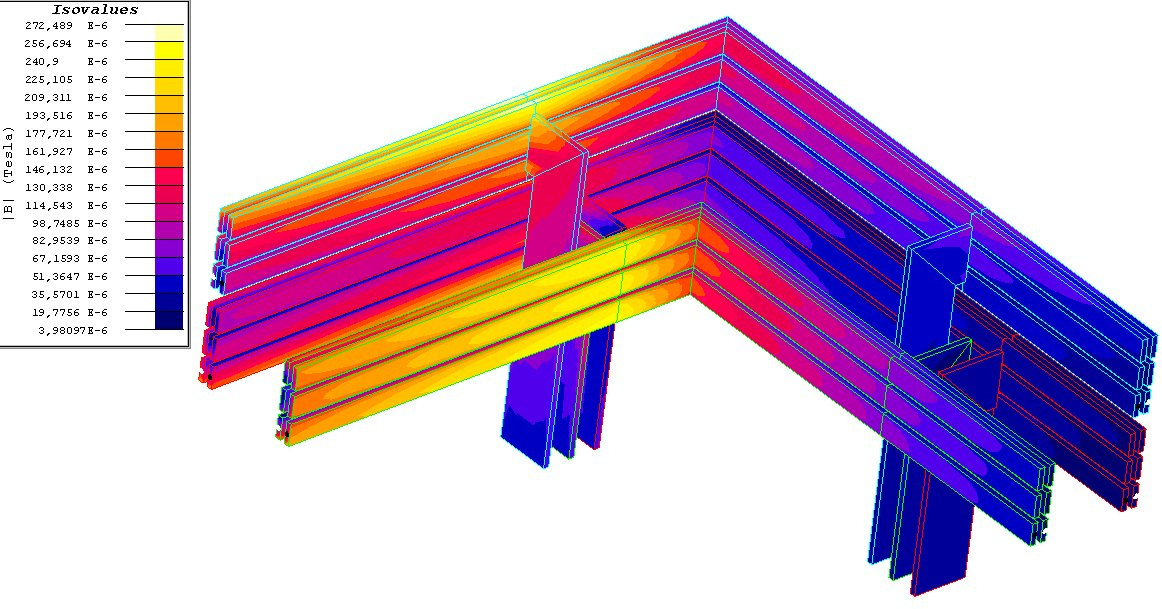
Calcul et représentation des champs magnétiques sur des barres de distribution de puissance avec InCa3D

## Principaux champs d'application
L’outil est particulièrement adapté à la modélisation de connectique électrique complexe telle que 
- celle du câblage par fil (wire bond est le terme anglais régulièrement employé), des circuits intégrés ou des pistes de circuits imprimés,
- jusqu’aux barres de distribution, les modules électroniques de puissance et les armoires électriques.